# Teleorhinus oregoni
Teleorhinus oregoni är en insektsart som beskrevs av Knight 1968. Teleorhinus oregoni ingår i släktet Teleorhinus och familjen ängsskinnbaggar. Inga underarter finns listade i Catalogue of Life.